# RWDD3
RWDD3‏ (RWD domain containing 3) هوَ بروتين يُشَفر بواسطة جين RWDD3 في الإنسان.